# Адріан Додсон
Адріан Кер'ю (англ. Adrian Carew), більш відомий як Адріан Девід Додсон (англ. Adrian David Dodson; 20 вересня 1970, Джорджтаун) — британський професійний боксер гаянського походження.

## Аматорська кар'єра
У віці 17 років Адріан Кер'ю взяв участь в змаганнях на Олімпійських іграх 1988 у категорії до 63,5 кг. Здобувши перемоги над Білалом ель Масрі (Лівія) і Вукашином Добрашиновичем (Югославія), в третьому бою програв Райнеру Гісу (ФРН) — 2-3.
Після переїзду в Англію він став чемпіоном Англії у категорії до 71 кг в 1990 році. Потім він узяв прізвище своєї матері Додсон і вдруге виступив на Олімпійських іграх, але через присутність  в олімпійській команді Великої Британії Робіна Рейда Додсон був змушений перейти в категорію до 67  кг. Він переміг Масасі Кавакамі (Японія) і програв Франциску Ваштаг (Румунія) — 5-6.

## Професіональна кар'єра
Перейшовши після Олімпіади до професійного боксу, Додсон виграв свої перші 18 боїв. Серед переможених був ексчемпіон світу у напівсередній вазі Ллойд Хоніган.
19 грудня 1997 року зустрівся в бою з чемпіоном світу за версією WBO у першій середній вазі Вінкі Райтом (США) і програв технічним нокаутом.
1998 року двічі програв нокаутом чемпіону світу за версією IBO у середній вазі Мпушу Макамбі (ПАР). 3 березня 2001 року в бою проти Пола Джонса (Велика Британія), нокаутувавши суперника, завоював вакантний титул чемпіона IBO у другій середній вазі, який втратив у наступному бою.